# Гіалобар'єр
Гіалобар'єр — є речовиною, яка розмежовує тканини після операції і, отже, запобігає зрощенню. Містить власні перехресні зв'язки  гіалуронану, високо в'язкий через конденсацію. Гіалуронан присутній у хрящі та шкірі, отже, для нього існує природний шлях метаболізму. Цей гель використовується для розмежування органів і тканин після операції.
На сьогодні наукова документація охоплює спеціальність гінекологія, а саме, лапароскопічна хірургія, гістероскопія/гістероскопічна хірургія, а також відкрита хірургія.
Згідно з даними Кокранівського коопераційного огляду, бар'єрні агенти можуть бути трохи ефективнішими у запобіганні злук, ніж відсутність втручання. У звіті Кокрана також зазначено, що частота постхірургічних злук сягає від 50 до 100 %.
У огляді Саттона (Університет Суррея, Гілфорд, Велика Британія) зазначено, що гіалобар'єр — єдина антиадгезивна речовина, про яку опубліковано наукові дані щодо внутрішньматкового застосування.